# Дженніфер Брейді
Дженніфер Брейді (англ. Jennifer Brady) — американська професійна тенісистка. 
Першу перемогу в турнірі WTA Брейді здобула на Top Seeds Open 2020.

## Фінали турнірів WTA

### Одиночний розряд: 1 (1 титул)
| Результат | В–П | Дата     | Турнір             | Категорія   | Поверхня | Супротивниця  | Рахунок  |
| --------- | --- | -------- | ------------------ | ----------- | -------- | ------------- | -------- |
| Перемога  | 1–0 | Сер 2020 | Top Seed Open, США | Міжнародний | Хард     | Джил Тайхманн | 6–3, 6–4 |

## Фінали турнірів серії WTA 125К

### Одиночний розряд: 1 фінал
| Результат | В–П | Дата     | Турнір                                       | Поверхня | Супротивниця     | Рахунок       |
| --------- | --- | -------- | -------------------------------------------- | -------- | ---------------- | ------------- |
| Поразка   | 0–1 | Бер 2019 | Oracle Challenger Series – Indian Wells, США | Хард     | Вікторія Голубич | 6–3, 5–7, 3–6 |

### Пари: 1 фінал
| Результат | В–П | Дата     | Турнір                                       | Поверхня | Партнерка | Супротивниці                  | Рахунок  |
| --------- | --- | -------- | -------------------------------------------- | -------- | --------- | ----------------------------- | -------- |
| Поразка   | 0–1 | Бер 2018 | Oracle Challenger Series – Indian Wells, США | Хард     | Ваня Кінг | Тейлор Таунсенд Яніна Вікмаєр | 4–6, 4–6 |

## Фінали ITF

### Одиночний розряд: 6 (4–2)
| Легенда          |
| ---------------- |
| Турніри $100,000 |
| Турніри $75,000  |
| Турніри $50,000  |
| Турніри $25,000  |
| Турніри $15,000  |
| Турніри $10,000  |

| Результат | Ранг | Дата             | Турнір                            | Покриття | Опонент                    | Рахунок            |
| --------- | ---- | ---------------- | --------------------------------- | -------- | -------------------------- | ------------------ |
| Перемога  | 1.   | 13 вересня 2014  | Реддінґ, США                      | Тверде   | Лорен Ембрі                | 6–2, 6–1           |
| Поразка   | 1.   | 2 листопада 2014 | Нью-Браунфелс (Техас), США        | Тверде   | Ірина Фалконі              | 6–7(3–7), 2–6      |
| Поразка   | 2.   | 5 липня 2015     | Ель-Пасо (США), США               | Тверде   | Джеймі Лоеб                | 7–6(9–7), 4–6, 2–6 |
| Перемога  | 2.   | 17 жовтня 2015   | Рок-Гілл (Південна Кароліна), США | Тверде   | Андреа Гаміс               | 7–5, 6–4           |
| Перемога  | 3.   | 8 травня 2016    | Indian Harbour Beach, США         | Ґрунт    | Тейлор Таунсенд            | 6–3, 7–5           |
| Перемога  | 4.   | 7 серпня 2016    | Granby, Канада                    | Тверде   | Говорцова Ольга Олексіївна | 7–5, 6–2           |

### Парний розряд: 4 (4–0)
| Легенда          |
| ---------------- |
| Турніри $100,000 |
| Турніри $75,000  |
| Турніри $50,000  |
| Турніри $25,000  |
| Турніри $15,000  |
| Турніри $10,000  |

| Результат | Ранг | Дата            | Турнір              | Покриття | Партнер          | Опоненти                      | Рахунок          |
| --------- | ---- | --------------- | ------------------- | -------- | ---------------- | ----------------------------- | ---------------- |
| Перемога  | 1.   | 2 жовтня 2011   | Amelia Island, США  | Ґрунт    | Kendal Woodward  | Erin Clark Wen Xin            | 5–7, 6–1, [10–7] |
| Перемога  | 2.   | 29 жовтня 2011  | Монтего-Бей, Ямайка | Тверде   | Nikola Hübnerová | Ximena Hermoso Ivette López   | 6–3, 6–1         |
| Перемога  | 3.   | 13 вересня 2014 | Реддінґ, США        | Тверде   | Лорен Ембрі      | Alexandra Facey Kat Facey     | 6–3, 6–2         |
| Перемога  | 4.   | 5 липня 2015    | Ель-Пасо (США), США | Тверде   | Алекса Гуарачі   | Robin Anderson Maegan Manasse | 3–6, 6–3, [10–7] |

## Історія виступів у турнірах Великого шолома

### Одиночний розряд
| Турнір                                 | 2014 | 2015 | 2016 | 2017 | 2018 | 2019 | 2020 | В–П   |
| -------------------------------------- | ---- | ---- | ---- | ---- | ---- | ---- | ---- | ----- |
| Відкритий чемпіонат Австралії з тенісу | A    | A    | A    | 4к   | 1к   | K3   | 1к   | 3–3   |
| Відкритий чемпіонат Франції з тенісу   | A    | A    | К3   | 1к   | 2к   | 2к   |      | 2–3   |
| Вімблдонський турнір                   | A    | A    | К1   | 2к   | 2к   | 1к   |      | 2–3   |
| Відкритий чемпіонат США з тенісу       | К1   | К1   | К3   | 4к   | 1к   | 1к   |      | 3–3   |
| Всього                                 | 0–0  | 0–0  | 0–0  | 7–4  | 2–4  | 1-3  | 0-1  | 10–12 |

### Парний розряд
| Турнір                 | 2014 | 2015 | 2016 | 2017 | 2018 | 2019 | 2020 | В–П   |
| ---------------------- | ---- | ---- | ---- | ---- | ---- | ---- | ---- | ----- |
| Australian Open        | A    | A    | A    | A    | ЧФ   | ПФ   | ЧФ   | 10–3  |
| French Open            | A    | A    | A    | 2к   | 3к   | 1к   |      | 3–3   |
| Wimbledon              | A    | A    | A    | 1к   | 2к   | 2к   | NH   | 2–3   |
| US Open                | 1к   | A    | A    | 1к   | 2к   | 1к   |      | 1–4   |
| Ви–Пр                  | 0–1  | 0–0  | 0–0  | 1–3  | 7–4  | 5–4  | 3–1  | 16–13 |
| Статистика за кар'єру  |      |      |      |      |      |      |      |       |
| Рейтинг на кінець року | 487  | 307  | 380  | 209  | 75   | 50   |      |       |